# Denham Fouts
Denham „Denny“ Fouts (9. května 1914, Jacksonville – 16. prosince 1948, Řím) byl americký prostitut a celebrita.

## Život
Narodil se ve floridském Jacksonville jako Louis Denham Fouts Edwinu Foutsovi, který absolvoval Yaleovu univerzitu a byl ředitelem továrny na košťata, a Mary E. Denhamové. Měl sestru Ellen (narozenou 1916) a bratra Frederica (1918–1994).
V roce 1926 dvanáctiletý Fouts napsal časopisu Time dopis, ve kterém protestoval proti zneužívání zvířat při natáčení filmů. Ve svých nácti letech pracoval jako prodavač v obchodě se zmrzlinou. Později jeho otec požádal příbuzného, předsedu obchodního řetězce Safeway Inc. o pracovní místo pro syna, a tak byl mladý Louis poslán na sever do Washingtonu. Odjel však do New Yorku, na Manhattan, kde nějakou dobu pracoval jako doplňovač zboží a začal přitahovat pozornost svým vzezřením: štíhlý jako hieroglyf, tmavé vlasy, světle hnědé oči, rozštěpená brada. Spisovatel Glenway Wescott ho popsal jako „naprosto okouzlujícího a šíleně krásného“.
Získal řadu bohatých patronů a patronek. Mezi jeho přátele, kteří mu říkali Denny, patřili Christopher Isherwood, Brion Gysin, Glenway Wescott, Truman Capote, George Platt Lynes, Jane a Paul Bowlesovi, Jean a Cyril Connollyovi a Michael Wishart. Isherwood ho označil za „mytickou figuru“ a „nejdražší prostitutku na světě“, Capote zase za „nejskvělejšího vydržovaného na světě“. Fouts býval jednu dobu partnerem mecenáše Petera Watsona, rozešli se však kvůli Foutsově závislosti na opiu.
V roce 1938 Fouts seznámil Briona Gysina s Paulem a Jane Bowlesovými a pak je šokoval „střílením planoucích šípů z hotelového okna na rušnou Avenue des Champs-Élysées“, poté co se naučil lukostřelbě během pobytu v Tibetu. Foutsovo nezřídka výstředné chování mnohé přivádělo do rozpaků. Michael Shelden poznamenal: Foutsův jižanský šarm maskoval nestabilní a někdy i nepříjemnou povahu. Šířily se zvěsti o jeho minulosti a vyprávělo se o jeho nepředvídatelném a nebezpečném chování.
Po vypuknutí druhé světové války nechal Watson Foutse kvůli jeho bezpečí vrátit se zpátky do Ameriky. V srpnu 1940 v Hollywoodu Fouts potkal Christophera Isherwooda. Isherwoodův guru, Swami Prabhavananda, odmítl přijmout Foutse jako žáka i přes jeho zájem o studium Védánty. Nicméně Isherwood cestoval spolu s Foutsem v létě roku 1941 a oba „vedli meditační život“. Toto období je popsáno v Isherwoodově knize Down There on a Visit, kde Foutse reprezentuje postava Paula. Někdy během války byl Fouts, jenž patřil k odpíračům vojenské služby, zapojen do americké civilní služby. Později dokončil své středoškolské vzdělání, vystudoval medicínu na Kalifornské univerzitě v Los Angeles a pak se usadil v Evropě. Když byl v Paříži, poslal Trumanu Capotemu nevyplněný šek s jediným slovem „přijeď“ poté, co ho nadchla Capoteho fotografie od Harolda Halmy na přebalu originálního vydání Jiné hlasy, jiné pokoje (Other Voices, Other Rooms). Capote šek odmítl, ale souhlasil s příjezdem a pak trávil hodiny posloucháním Foutsových příběhů v jeho temném bytě v Rue de Bac.
Fouts byl údajně milencem mnoha významných osobností včetně budoucího krále Pavla I. Řeckého a francouzského herce Jeana Maraise. Capote tvrdil s nadsázkou sobě vlastní, že kdyby Denham Fouts přistoupil na návrhy Hitlera, nebylo by druhé světové války. Katherine Bucknellová, editorka Isherwoodových deníků, napsala: Denhama Foutse obklopuje mýtus. Jeden z jeho přátel, John B. L. Goodwin, o Foutsovi řekl: On vynalezl sebe. Kdyby lidé neznali jeho původ, vymyslel by si ho.
Poslední léta života Fouts strávil v marasmu, v posteli jako mrtvola, deku až k bradě, v ústech cigareta sama se spalující na popel. Jeho milenec (Anthony Watson-Gandy) mu vytahoval cigaretu těsně před tím, než mu popálila rty. Našli ho mrtvého v roce 1948 v římském penzionu Fogetti. Zemřel v 34 letech na následky hypoplastické aorty a hypertrofie levé srdeční komory. Podle Johna B. L. Goodwina byl nalezen v koupelně. Je pohřben na Protestantském hřbitově v Římě, první zóna, 11. řada.

## Ohlas v literatuře
- Klíčový román Gavina Lamberta Norman's Letter pojednává o Foutsovi.[16]
- Kapitola Unspoiled Monsters obsažena v nedokončeném románu Trumana Capoteho Answered Prayers se zakládá na Capoteho pojetí Foutsova života.[13]
- Povídka Gore Vidala Pages from an Abandoned Journal z vydaného v roce 1956 souboru A Thirsty Evil: Seven Short Stories se opírá o život o Denhama Foutse.[13]
- Down There on a Visit od Christophera Isherwooda obsahuje novelu Paul, jejíž titulní postava je ve skutečnosti Fouts.[13]
- Románek s Foutsem měl malíř Michael Wishart, což podrobně popisuje jeho autobiografie High Diver.